# Керами (Лесбос)
Керами (на гръцки: Κεράμι, катаревуса, Κεράμιον, Керамион) е село в Република Гърция, разположено на остров Лесбос, област Северен Егей. Селото има население от 524 души (2001).

## Личности
Родени в Керами
- Амвросий Якалис (р. 1940), гръцки духовник